# 沙北街道
沙北街道，是中华人民共和国河南省漯河市郾城区下辖的一个乡镇级行政单位。

## 行政区划
沙北街道下辖以下地区：
嵩山北路社区、泰山北路社区、海河小区社区、昆仑路社区、河滨社区、金山社区、双汇国际花园社区、王方庄社区、董庄社区、后周社区、张胡魏社区、李盘庄社区、小高庄社区、石槽赵社区、白庙社区、大高庄社区、小李庄社区、前周社区、郭庄社区和孙庄社区。